# Zora (časopis)
Zora je bila slovenska literarno-znanstvena revija, ki je izhajala v Mariboru med letoma 1872 in 1878. 

## Vsebina in namen
Od leta 1872 do 1877 je izhajal dvakrat na mesec, in sicer 1. in 15. v mesecu. Tako je izšlo 24 številk letno. Prva številka je izšla 1. januarja 1872. V letu 1878 pa je časopis izhajal 1. in 20. v mesecu, izšlo je le 6 številk. Skupno je izšlo 150 številk časopisa Zora. Časopis je imel leta 1872 podnaslov Časopis za zabavo, znanost in umetnost, leta 1873 podnaslov Časopis za zabavo in poduk, od leta 1874 do 1878 pa podnaslov Časopis zabavi in poduku.
Prvo leto je bil lastnik časopisa Zora Davorin Trstenjak, izdajatelj in glavni urednik pa Fran Rapoc, časopis pa je tiskala tiskarna imenovana Fran Skaza in drugi, v Mariboru. Leta 1873 je izdajatelj in glavni urednik postal Martin Jelovšek, ki je to delo opravljal vse do leta 1877. Od številke 21. leta 1877  je kot izdajatelj in glavni urednik podpisan Janko Pajk.  Časopis so še vedno tiskali v isti tiskarni, od 6. številke leta 1873 pa so časopis tiskali v Narodni tiskarni v Mariboru. Leta 1875 je tiskarno odkupil Janko Pajk, tako, da so od 5. številke leta 1875 časopis tiskali v tiskarni J. M. Pajka. 
Časopis je obsegal različne dele: »zabavni del«, »oddel za znanost,« »oddel za slovstvo in umetnost,« »pesmi«, »zmesice«, »drobnosti«. V zabavnem delu naj bi bile objavljene povesti, pravljice, novele, potopisi, izvirni in dobro prevedeni spisi. V ostalih delih pa so objavljali sestavke iz življenja in narave, članke o naravoslovju, življenjepise slavnih mož, narodopisne črtice, članke iz jezikoslovja, iz umetnosti.
V časopisu Zora je izšlo 371 leposlovnih del. Najbolj je zastopana poezija, saj je izšlo 225 pesmi. Proznih del je izšlo 143, dramska dela pa le 3. V Zori je leposlovna dela objavljalo 94 avtorjev. Večinoma so bili moški avtorjii, ženski avtorici sta bili le dve. Poleg izvirnega leposlovja so izhajali tudi prevodi. Med poezijo je največ prevodov ruskih pesnikov, in sicer Puškina in Lermontova, med dramskimi deli pa sta prevedeni Shakespearov Romeo in Julija in Hamlet. Pomembnejši avtorji, ki so objavljali v Zori: Anton Koder, Davorin Trstenjak, Fran Maselj, Ivan Jenko, Ivan Tavčar, Josip Jurčič, Luiza Pesjak, Pavlina Pajk, Simon Gregorčič.
Janko Pajk  je v spisih, ki jih je objavljal v Zori, kritično nastopil proti  Franu Levcu in  Josipu Stritarju. Ta sta na kritike odgovorila v brošuri Pravda o slovenskem šestomeru, ki jo je Pajk zavrnil, a vseeno si ni mogel več povrniti ugleda. Negativno je ocenil tudi Jurčičev roman Cvet in sad in dramo Tugomer. Kritiziral je tudi poezijo Simona Gregorčiča. Njegove pretirane sodbe so imele za posledico prenehanje izhajanja Zore. Izhajati je prenehala s 6. številko letnika 1878.  Zadnja številka je  izšla 20. marca 1878.
Časopis Zora je imel tudi znanstveno prilogo Vestnik, ki je izhajalo od leta 1873 do 1875. Urednik je bil naprej Davorin Trstenjak, kasneje Janko Pajk. V vestniku so objavljali: Anton Bezenšek, Davorin Trstenjak, Ivan Tavčar, Matija Valjavec, Oroslav Caf idr.